# Chacha Huang
Pour les articles homonymes, voir Huang.
Chacha Huang, née le 13 novembre 1991 à Chengdu (Sichuan), est une actrice chinoise installée en Espagne. 
Elle est connue pour ses rôles dans les séries La casa de papel et Zorro, ainsi que dans les films Xiao Xian (2019), On the Go (2023) et Emmanuelle (2024).

## Biographie
Originaire de Chengdu, Chacha Huang s'installe en Espagne pour étudier la littérature anglaise et italienne à l'Université Complutense de Madrid. Elle débute comme mannequin avant de se tourner vers le cinéma et la télévision.
Son rôle dans le court-métrage Xiao Xian (2019), nommé aux prix Goya, marque un tournant dans sa carrière. Elle apparaît ensuite dans La casa de papel (2019), Ánimas (2018), El mundo es vuestro (2022) et Societat negra (2024).
En 2024, elle joue aux côtés de Noémie Merlant dans Emmanuelle, présenté au Festival international du film de Saint-Sébastien.

## Filmographie partielle

### Cinéma
- 2018 : Ánimas de Laura Alvea et José F. Ortuño : Anchi
- 2019 : Xiao Xian de Jiajie Yu : Xiao Xian
- 2019 : Perdiendo el este de Paco Caballero
- 2021 : Abuela de Paco Plaza : Camarera
- 2022 : El mundo es vuestro de Alfonso Sánchez : Li Ching
- 2023 : El cuco (en) de Mar Targarona (es) : Lili
- 2023 : On the Go (es) de María Gisèle Royo et Julia de Castro : La Reina de Triana
- 2024 : Societat negra (es) de Ramon Térmens : Pei Lan
- 2024 : Emmanuelle d'Audrey Diwan : Zelda

### Télévision
- 2019 : La casa de papel d'Álex Pina : amie de Tokio
- 2021 : Parot (es) de Rafa Montesinos : Yun
- 2023 : Por H o por B de Manuela Burló Moreno : Yun
- 2024 : Zorro de Javier Quintas : Mei

## Style et réception
Chacha Huang est saluée pour sa polyvalence et son engagement dans des rôles complexes. Elle milite pour une meilleure représentation des actrices asiatiques dans le cinéma européen.

## Prix et distinctions
- 2020 : Nommée au prix Fugaz de la meilleure actrice pour son rôle dans le court-métrage Xiao Xian[5].